# Perameles eremiana
Il bandicoot del deserto (Perameles eremiana Spencer, 1897) era un piccolo bandicoot diffuso nelle aride regioni del centro dell'Australia. L'ultimo esemplare conosciuto venne catturato nel 1943 lungo la Canning Stock Route, in Australia Occidentale. Si ritiene ormai estinto.
La testa e la coda erano lunghe rispettivamente 180-285 e 100 mm; aveva lunghe orecchie semi-appuntite, piedi posteriori con piante notevolmente pelose e (almeno in alcune aree) una colorazione arancio opaco sui fianchi e sul dorso, invece della classica colorazione bruna dei bandicoot. La sua dieta non era nota con certezza, ma è stato riportato che si nutriva di formiche, larve di coleottero e termiti.
I primi esemplari, provenienti dall'area di Alice Springs, furono descritti nel 1897. Sembra che questo animale sia stato piuttosto comune nelle remote regioni del nord-ovest dell'Australia Meridionale, del sud-ovest del Territorio del Nord e delle zone centrali dell'Australia Occidentale almeno fino agli anni '30. Avvistamenti non confermati suggeriscono che il suo areale si estendeva fino al Deserto di Tanami e all'arida costa dell'Australia Occidentale tra Broome e Port Hedland.
Il suo habitat preferito erano i deserti sabbiosi con spinifex e altre erbe cespugliose. Sembra che sia scomparso tra il 1943 e il 1960. Sebbene la causa del suo declino rimanga ignota, si ritiene connessa ai cambiamenti nel regime del fuoco in seguito alla deportazione del popolo aborigeno dai deserti centrali australiani. Un altro fattore potrebbe essere stato l'arrivo della volpe rossa, introdotta dagli europei.